# Provincia del Manu
La provincia del Manu es una de las tres que conforman el departamento de Madre de Dios en el sur del Perú.

## Historia
La provincia, con su capital, Puerto Manu, fue creada mediante Ley n.º 1782, del 26 de diciembre de 1912, que crea el departamento de Madre de Dios en el gobierno del presidente Guillermo Billinghurst.

## Geografía
Limita por el norte y por el este con la provincia de Tambopata, y por el sur y por el este con el departamento del Cusco.

## División administrativa
Según la Ley n.º 1782, del 26 de diciembre de 1912, desde su creación, la provincia solamente conformaba 3 distritos. Posteriormente, el 9 de junio de 2000, con Ley de Demarcación Territorial de la Provincia de Manu, Ley n.º 27285, la provincia actualmente tiene una extensión de 27 835,17 km² y está dividida en 4 distritos:
- Manu, su capital es Villa Salvación;
- Fitzcarrald, su capital es Boca Manu;
- Madre de Dios, su capital es Boca Colorado;
- Huepetuhe, su capital es Huepetue.

## Población
La provincia tiene una población aproximada de dieciocho mil habitantes.

## Capital
La capital de esta provincia es la ciudad de Villa Salvación.

## Autoridades

### Regionales
- Consejeros regionales
  - 2019-2022[2]

  1. Carin Jeraldini Quiroz Miranda (Perú Patria Segura)
  2. Paul Rufino Sequeiros Bermúdez (Democracia Directa)

### Municipales
- 2019-2022
  - Alcalde: Reynaldo Rivas Dávila

## Vicariato católico
Desde el punto de vista jerárquico de la Iglesia católica, la provincia del Manu forma parte del vicariato apostólico de Puerto Maldonado.